# Даніель Каліджурі
Даніель Каліджурі (нім. Daniel Caligiuri, нар. 15 січня 1988, Філлінген-Швеннінген) — німецький та італійський футболіст, правий півзахисник клубу «Аугсбург».

## Клубна кар'єра
Народився 15 січня 1988 року в місті Філлінген-Швеннінген. Вихованець юнацької команди «Ціммерн», з якої 2005 року потрапив у структуру «Фрайбурга».
У дорослому футболі дебютував 2007 року виступами за «Фрайбург» II у Оберлзі Баден-Вюртемберг і в 2008 році зумів вийти в південну Регіоналлігу. Всього взяв участь у 70 матчах за другу команду, маючи середню результативність на рівні 0,34 голу за гру першості.
За основну команду дебютував 7 листопада 2009 року у Бундеслізі у виїзному матчі проти «Бохума», що завершився перемогою гостей 2:1. Будучи гравцем основного складу, Даніель забив свій перший гол у Бундеслізі 10 лютого 2012 року в матчі проти «Вольфсбурга». В цей же період він став основним пенальтистом команди.
В липні 2013 року Каліджурі за 4,5 млн євро перейшов в «Вольфсбург», уклавши з ним контракт до 2017 року. В 2015 році виграв з командою Кубок та Суперкубок Німеччини. За чотири сезони в складі «вовків» провів 97 матчів в національному чемпіонаті.
25 січня 2017 року підписав трирічний контракт із «Шальке 04». Сума трансферу становили 2,5 млн євро. За три з половиною роки у футболці «гірників» зіграв 108 матчів в Бундеслізі. 
У червні 2020 року перейшов до «Аугсбурга». Термін дії угоди становив три роки. У червні 2023 року залишив склад команди, провівши в підсумку 74 матчі в еліті німецького футболу, в яких записав на свій рахунок 11 голів.

## Виступи за збірну
В травні 2015 року викликався тренером Антоніо Конте до складу національної збірної Італії, родом з якої його батьки, але в команді так і не дебютував.

## Статистика виступів

### Статистика клубних виступів
| Сезон                  | Команда                | Чемпіонат              | Чемпіонат | Чемпіонат | Національний кубок | Національний кубок | Національний кубок | Єврокубки | Єврокубки | Єврокубки | Інші змагання | Інші змагання | Інші змагання | Усього | Усього |
| Сезон                  | Команда                | Ліга                   | Ігор      | Голів     | Ліга               | Ігор               | Голів              | Ліга      | Ігор      | Голів     | Ліга          | Ігор          | Голів         | Ігор   | Голів  |
| ---------------------- | ---------------------- | ---------------------- | --------- | --------- | ------------------ | ------------------ | ------------------ | --------- | --------- | --------- | ------------- | ------------- | ------------- | ------ | ------ |
| 2009-10                | «Фрайбург»             | БЛ                     | 16        | 0         | КН                 | 0                  | 0                  | —         | —         | —         | —             | —             | —             | 16     | 0      |
| 2010-11                | «Фрайбург»             | БЛ                     | 23        | 0         | КН                 | 2                  | 0                  | —         | —         | —         | —             | —             | —             | 25     | 0      |
| 2011-12                | «Фрайбург»             | БЛ                     | 25        | 6         | КН                 | 1                  | 0                  | —         | —         | —         | —             | —             | —             | 26     | 6      |
| 2012-13                | «Фрайбург»             | БЛ                     | 29        | 5         | КН                 | 4                  | 3                  | —         | —         | —         | —             | —             | —             | 33     | 8      |
| Усього за «Фрайбург»   | Усього за «Фрайбург»   | Усього за «Фрайбург»   | 93        | 11        |                    | 7                  | 3                  |           |           |           |               |               |               | 100    | 14     |
| 2013-14                | «Вольфсбург»           | БЛ                     | 24        | 1         | КН                 | 3                  | 0                  | —         | —         | —         | —             | —             | —             | 27     | 1      |
| 2014-15                | «Вольфсбург»           | БЛ                     | 28        | 7         | КН                 | 6                  | 2                  | ЛЄ        | 11        | 1         | —             | —             | —             | 45     | 10     |
| 2015-16                | «Вольфсбург»           | БЛ                     | 29        | 2         | КН                 | 2                  | 0                  | ЛЧ        | 8         | 1         | СН            | 1             | 0             | 40     | 3      |
| 2016-17                | «Вольфсбург»           | БЛ                     | 16        | 2         | КН                 | 2                  | 0                  |           | -         | -         |               | -             | -             | 18     | 2      |
| Усього за «Вольфсбург» | Усього за «Вольфсбург» | Усього за «Вольфсбург» | 97        | 12        |                    | 13                 | 2                  |           | 19        | 2         |               | 1             | 0             | 130    | 16     |
| 2016-17                | «Шальке 04»            | БЛ                     | 16        | 2         | КН                 | 2                  | 1                  | ЛЄ        | 5         | 1         |               | -             | -             | 23     | 4      |
| 2017-18                | «Шальке 04»            | БЛ                     | 33        | 6         | КН                 | 4                  | 0                  |           | -         | -         |               | -             | -             | 37     | 6      |
| 2018-19                | «Шальке 04»            | БЛ                     | 31        | 7         | КН                 | 3                  | 0                  | ЛЧ        | 6         | 0         |               | -             | -             | 40     | 7      |
| 2019-20                | «Шальке 04»            | БЛ                     | 28        | 2         | КН                 | 2                  | 2                  |           | -         | -         |               | -             | -             | 30     | 4      |
| Усього за «Шальке 04»  | Усього за «Шальке 04»  |                        | 108       | 17        |                    | 11                 | 3                  |           | 11        | 1         |               |               |               | 130    | 21     |
| 2020-21                | «Аугсбург»             | БЛ                     | 33        | 6         | КН                 | 2                  | 1                  |           | -         | -         |               | -             | -             | 35     | 7      |
| 2021-22                | «Аугсбург»             | БЛ                     | 28        | 4         | КН                 | 1                  | 0                  |           | -         | -         |               | -             | -             | 29     | 4      |
| 2022-23                | «Аугсбург»             | БЛ                     | 13        | 1         | КН                 | 2                  | 0                  |           | -         | -         |               | -             | -             | 15     | 1      |
| Усього за «Аугсбург»   | Усього за «Аугсбург»   |                        | 74        | 11        |                    | 5                  | 1                  |           |           |           |               |               |               | 79     | 12     |
| Усього за кар'єру      | Усього за кар'єру      | Усього за кар'єру      | 372       | 51        |                    | 36                 | 9                  |           | 30        | 3         |               | 1             | 0             | 439    | 63     |

## Титули і досягнення
- Володар Кубка Німеччини (1):

«Вольфсбург»: 2014-15
- Володар Суперкубка Німеччини (1):

«Вольфсбург»: 2015